# Nathan Katz
Nathan Katz (17 de enero de 1995) es un deportista australiano que compite en judo. Ganó tres medallas de oro en el Campeonato de Oceanía de Judo entre los años 2015 y 2017.

## Palmarés internacional
| Campeonato de Oceanía | Campeonato de Oceanía | Campeonato de Oceanía | Campeonato de Oceanía |
| Año                   | Lugar                 | Medalla               | Categoría             |
| --------------------- | --------------------- | --------------------- | --------------------- |
| 2015                  | Païta (Francia)       | Medalla de oro        | –66 kg                |
| 2016                  | Canberra (Australia)  | Medalla de oro        | –66 kg                |
| 2017                  | Nukualofa (Tonga)     | Medalla de oro        | –66 kg                |